# بال هاربور
بال هاربور (بالإنجليزية: Bal Harbour)‏ هي مدينة أمريكية تقع في ولاية فلوريدا. تبلغ مساحة هذه المدينة 1.6 (كم²)،ويبلغ عدد سكانها 3305 نسمة حسب إحصاء سنة 2010 م 3305.تشير إحصاءات سنة 2000م بأن الكثافة السكانية في هذه المدينة تقدر بـ(2065.6) نسمة/كم2 